# ジョン・シン (第3代カートレット男爵)

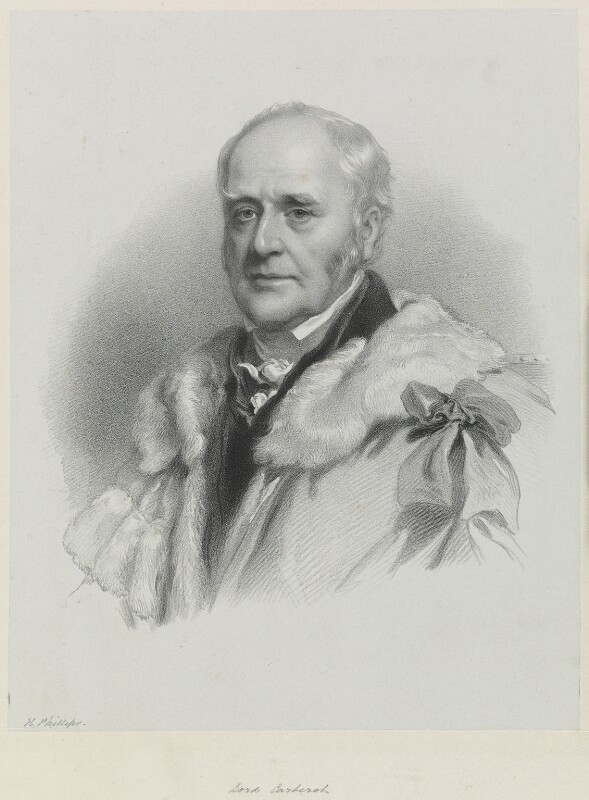
第3代カートレット男爵の肖像画、1848年/1849年。ヘンリー・ウィンダム・フィリップスの作品に基づくリトグラフ。

第3代カートレット男爵ジョン・シン（英語: John Thynne, 3rd Baron Carteret PC、1772年12月28日 – 1849年3月10日）は、イギリスの貴族、政治家。1796年から1832年まで庶民院議員を務めた。

## 生涯
初代バース侯爵トマス・シンと妻エリザベス（旧姓ベンティンク、第2代ポートランド公爵ウィリアム・ベンティンクの娘）の三男として、1772年12月28日に生まれた。1792年2月4日にケンブリッジ大学セント・ジョンズ・カレッジに入学、1794年にM.A.の学位を修得した。
1797年4月1日、ウィルトシャー臨時騎兵隊（Provisional Cavalry of the County of Wilts）の少佐に任命された。1799年6月15日にセント・ジョージ志願兵連隊（St. George's Volunteers）副隊長に任命され、1804年に辞任した。
1796年イギリス総選挙でウェオブリー選挙区から出馬した。ウェオブリーではシン家が全ての票を掌握しているほどの完全支配を誇り、ジョン・シンは兄ジョージとともに当選した。同年12月にもう1人の兄トマス（バース選挙区の現職議員）がバース侯爵位を継承すると、ジョン・シンは議員を辞任してバース選挙区の補欠選挙に出馬、当選を果たした。ジョージとジョンが立候補しなければ首相小ピットは与党の支持者を立候補させるはずだったが、ジョンは1802年、1806年、1807年、1812年、1818年の総選挙で再選した。
議会では小ピット派として行動、1798年1月の所得税法案に賛成票を投じた。1804年に第2次小ピット内閣が成立すると、同年7月に宮内副長官（年収1,150ポンド以上の官職）に任命され、7月11日に枢密顧問官に任命された。官職任命に伴う出直し選挙で再選したが、宣誓しないまま就任して投票したことが1805年3月に発覚したため、免責議案が提出され、数日のうちに可決されて国王の裁可を受けた。その後、シンは再立候補して議員に復帰した。挙国人材内閣期（1806年 – 1807年）でも政府を支持したが、国王ジョージ3世からカトリック解放に反対するよう命じられたため、ポートランド公爵派に転じ、パーシヴァル内閣（1809年 – 1812年）では刑法改革、閑職改革、選挙改革、カトリック解放にすべて反対した。王太子ジョージによる摂政期では1812年2月19日以降ウィンザー城におけるジョージ3世の宮内副長官に留任したが、1820年に王太子がジョージ4世として国王に即位した時は再任されず、以降は政府を支持する義務がなくなったため投票が少なくなった。ただし、リヴァプール伯爵内閣（1812年 – 1827年）への支持は続き、カトリック解放や審査法廃止に反対し続けた。
バース選挙区では1820年ごろより状況が変わった。1818年の総選挙での当選者だったシンとチャールズ・パーマーは1820年イギリス総選挙でも立候補したが、初代カムデン侯爵ジョン・プラットはプラット家の選挙区における影響力回復を目指した。そのため、カムデン侯爵は息子のブレックノック伯爵ジョージ・チャールズ・プラットを立候補させようとしたが、ブレックノック伯爵は1820年3月の総選挙時点では未成年（1820年5月に成人）だったため立候補できず、シンとパーマーが再選した。そして、1826年イギリス総選挙はシン、パーマー、ブレックノック伯爵の間の選挙戦になり、結果はシン17票、パーマー12票、ブレックノック伯爵16票でシンとブレックノック伯爵が当選した。しかし、シンとブレックノック伯爵の2人に投票した有権者の多くが長老議員で、パーマーに投票した有権者の多くが平議員だったため、時間が経つほどパーマーが有利になると予想された。この予想は正しく、1829年2月にブレックノック伯爵の官職任命に伴い行われた補欠選挙ではブレックノック伯爵とパーマーがともに13票を得て再選挙になり、ブレックノック伯爵は同年3月の再選挙で14票を得て、12票を得たパーマーに辛うじて勝利した。
シンのカトリック解放反対の立場はバースの有権者に支持されていたが、ウェリントン公爵内閣がカトリック解放法案提出に踏み切ると、シンは大方の予想通りに内閣を支持、法案に賛成票を投じた。その後も議会改革とユダヤ人解放に反対票を投じたが、カトリック解放への支持で選挙区での人気を失ったため、ブレックノック伯爵は次の総選挙での再選を予想した。そして、1830年イギリス総選挙は再びシン、パーマー、ブレックノック伯爵の間の選挙戦になり、パーマーは当選確実とされた。そのため、パーマーの支持者はブレックノック伯爵を落選させるためにシンと手を組んだ。選挙当日、投票所に集まった群衆の態度はパーマーには熱烈な歓迎、シンにはまずまず、ブレックノック伯爵にはあまり友好的ではなく、結果はパーマー15票、シン15票、ブレックノック伯爵13票でパーマーとシンが当選した。
1830年に再選した後の議会では第1回選挙法改正が注目され、シンは選挙法改正への反対票で人気がさらに下落した。1831年イギリス総選挙では選挙法改正に反対したブレックノック伯爵が早々に脱落したためシンとパーマーが無投票で当選したが、選挙法改正を支持したパーマーが「45分近く続いた喝采の声」（(acclamations) which continued for near three-quarters of an hour）で歓迎された一方、シンは裏口から静かに入場するという有様だった。1831年の再選の後、シンは引き続き選挙法改正に反対したが、採決に逐一反対するのではなく、重要な採決にのみ反対票を投じるという手段をとった。それでも挽回するには至らず、1832年イギリス総選挙では当選の見込みがないとして再選を目指さなかった。
1838年2月19日に兄ジョージが死去すると、カートレット男爵位を継承、同時にベッドフォードシャー、コーンウォール北部、サマセットにおける領地を継承した。貴族院では1846年に穀物法廃止に賛成した。
1849年3月10日にヘインズ・プレースで死去した。子女がおらず、爵位は廃絶した。ベッドフォードシャーでの領地は甥にあたるジョン・シン卿が継承した。

## 家族
1801年6月18日、メアリー・アン・マスター（Mary Anne Master、1777年ごろ – 1863年2月22日 メイフェア、トマス・マスターの娘）と結婚したが、2人の間に子供はいなかった。